# Domenico Piemontesi
Domenico Piemontesi (* 11. Januar 1903 in Boca; † 31. Mai 1987 in Borgomanero) war ein italienischer Radrennfahrer.
Der größte Erfolg in der Radsport-Laufbahn von Domenico Piemontesi war der dritte Platz bei den UCI-Straßen-Weltmeisterschaften 1927 der Profis  auf dem Nürburgring, hinter Alfredo Binda und Costante Girardengo, nachdem er bei der Straßen-WM der Amateure in Paris 1924 Neunter geworden war. Insgesamt war er 16 Jahre lang, von Oktober 1922 bis 1938, Profi-Radrennfahrer. 1922 gewann er das Tre Valli Varesine, noch als Amateur.  Seine erste Platzierung als Berufsfahrer war der 12. Rang bei der Lombardei-Rundfahrt. 1925 wurde er mehrfach Zweiter, u. a. bei der Coppa Bernocchi. 1927 gewann er den Giro dell’Emilia, 1928 den Großen Sachsenpreis und belegte 1929 bei der Straßen-WM in Zürich Rang neun. 1932 gewann er das Tre Valle Varesini ein zweites Mal und 1933 die Lombardei-Rundfahrt, bei der er 1932 zudem Zweiter und 1934 Dritter wurde. Bei Mailand–Sanremo belegte er dreimal den dritten Platz.
13-mal startete Piemontesi beim Giro d’Italia und gewann insgesamt elf Etappen, 1933 erreichte mit dem dritten Platz sein bestes Ergebnis in der Rundfahrt. Die Tour de France beendete er zweimal vorzeitig.